# Podarcis cretensis
Podarcis cretensis là một loài thằn lằn trong họ Lacertidae. Loài này được Wettstein mô tả khoa học đầu tiên năm 1952.

## Hình ảnh

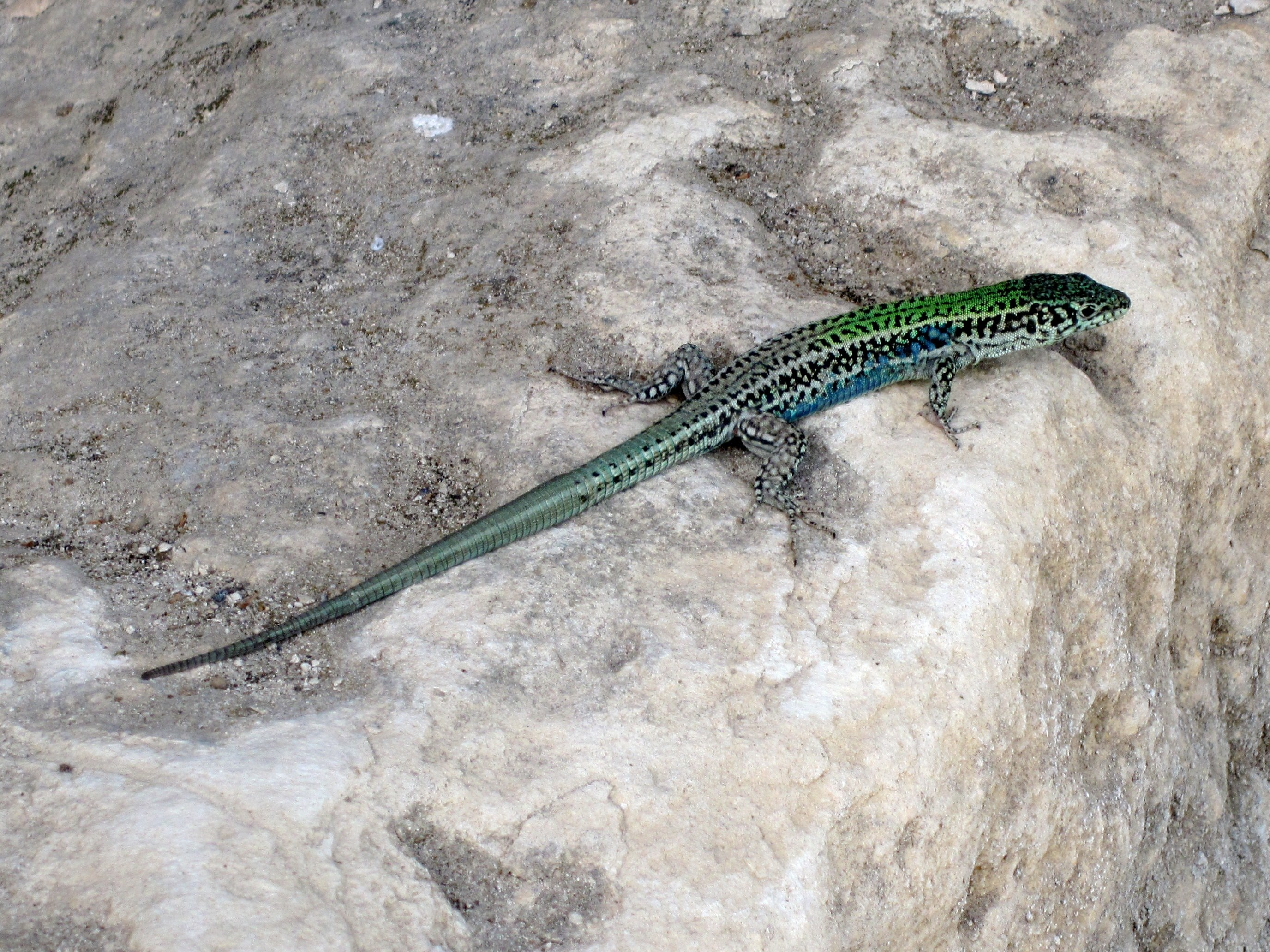